# 정보문해
정보문해(情報文解, 영어: Information literacy)는 사용자가 정보요구를 인식하고 정보를 찾아내 평가하고 수집된 정보를 기반으로 조직화하여 전달하고 이용하는 모든 과정을 포함하며 이 모든 과정에 관련된 능력을 뜻한다.
이 개념과 문해력의 다른 기술 및 형태와의 관계를 더 잘 정의하기 위해 많은 노력이 이루어졌다. 정보 활용 능력과 관련된 기타 교육학적 결과에는 전통적 활용 능력, 컴퓨터 리터러시, 연구 기술 및 비판적 사고 능력이 포함된다. 하위 학문으로서의 정보 활용 능력은 잘못된 정보, 가짜 뉴스, 허위 정보가 널리 퍼져 있기 때문에 교육자와 사서들 사이에서 관심과 대책의 새로운 주제이다.
학자들은 민주적이고 다원적인 사회에 대한 사람들의 기여를 극대화하기 위해 교육자들은 정보 활용 능력에 대한 교육 이니셔티브를 지원하고 자금을 지원하도록 정부와 기업 부문에 도전해야 한다고 주장해 왔다.

## 같이 보기
- 인식론
- 방법론
- 과학적 방법
- 사료 비판
- 본문 비평